# 菊地直子
菊地 直子（きくち なおこ、1971年〈昭和46年〉12月9日 - ）は、日本の著述家、オウム真理教の元信徒。ホーリーネームはエーネッヤカ・ダーヴァナ・パンニャッターで、教団が省庁制を採用した後は「厚生省」（分割後は「第二厚生省」）に所属した。オウム真理教事件被疑者の1人として、警察庁の特別指名手配被疑者に指定され、長期間逃亡していた。

## 概要
菊地は地下鉄サリン事件に使われたサリン製造に、何らかの形でかかわっていたとして逮捕されたが、刑事裁判の過程で無関係であることが明らかとなり、逮捕容疑であった地下鉄サリン事件、VX殺人事件ともに処分保留で不起訴になり、最後に逮捕された東京都庁小包爆弾事件では起訴されたものの、裁判員裁判の東京地方裁判所では殺人未遂の幇助罪で懲役5年の判決が出たが、東京高等裁判所では無罪となった。
その後、最高裁判所で最高検察庁の上告が棄却され、無罪の確定判決。一連のオウム真理教事件で起訴された教団関係者193人のうち無罪判決を得たのは、菊地とピアニスト監禁事件において罪に問われた幹部の2人のみである。現在は、自身のブログにおいて著述活動を行っている。

## 来歴
埼玉県で出生。父親の仕事の都合で転居を繰り返した後に大阪市に居を定め、菊地は地元の小学校に通う。父は大学教員で大変厳格であり教育熱心な家庭であった。低学年からピアノを習い、外遊びをあまりしない子供であった。当時倍率約10倍の中学校に入学、バスケットボール部に所属。優等生タイプで成績はトップクラス、真面目でやさしく人望が厚かった。高校では陸上部に所属。3000mで11分23秒の記録を持つ。校内のマラソン大会では常に大差をつけて優勝、地区大会で上位入賞を果たしたこともある。

### オウム真理教との出会い
陸上競技で痛めた足の治療のためにヨガを始めたが、そのヨガ道場がオウム真理教の施設だったというのがマスメディアの定説になっていた。しかし、2015年8月の月刊『創』誌上での手記では、全く事実とは異なると否定している。当時、両親との関係は非常に悪かった。18歳の高校卒業後、1989年12月27日に家族の反対を押し切り、オウム真理教に入信。実家には絶対に戻りたくないと思っていた。きっかけは麻原彰晃の著作に触れ、その文中で指摘される神秘体験を経験したことであった。教団でいう「エネルギーの強いタイプ」で激しいダルドリィ・シッディ（蓮華座を組んだ状態で体が激しくはねる。教団では空中浮揚の前段階とされていた）がよく起きていた。「1997年にハルマゲドンが勃発し、アメリカ合衆国軍によって日本に核爆弾が投下される瞬間、自分自身とオウムの仲間が地下シェルターのようなところに潜んでいる」という夢をよく見たが、それを予知夢と信じていた。
1990年4月に大阪教育大学の教育学部障害児教育課程に入学。大学には一度も通学せず、同年4月20日より家出をする。家出は2度目で、1度目は親が雇った私立探偵によって連れ戻されている。また、2018年に菊地本人のブログでなされた家出についての回想では、私立探偵でなく2名の私服警官が登場し、警察手帳を提示し、警察署に連行するなどが具体的に述べられている。そして、1990年5月19日にはオウム真理教に出家した。

### 出家後
最初に配属されたのは山梨県の富士清流精舎で、1日15時間くらいの修行を1か月間続ける。この頃「修行がつらい」と出家から知り合っていた男性信者にもらす。8月には修行施設としての受け入れ体勢が整った熊本県阿蘇郡波野村（現在の阿蘇市波野地区）へ行く。CBI（Cosmic Building Institute）とよばれる建築班のワークを行っていたが、当時は下向（在家信徒に戻ること）をするかどうか迷っていた。1990年の終わり頃には、我が子を捨てて修行に勤しむ信者の子供を教育する「子供班」に配属されるが、このワークは菊地には非常なストレスだったようで「帰りたい」としばしば口にするようになる。1991年6月には前述の男性信者が下向してしまう。
1991年夏には教団に陸上部が発足。きっかけは中沢新一の『チベットのモーツァルト』の中に「風の卵をめぐって」という章があり、そこに「風の行者」というチベットの行者が紹介されていたことにもとづく。「風の行者」は、瞑想しながら神秘的な「風」（ルン）の力を伴い凄まじい速度で高原を駆け抜けていく。オウムでは「修行をすればこうした境地に到達でき、世界記録達成も可能」と考えられていた。
9月には東京陸上競技協会に加盟申請するが「宗教活動されては困る」と断られたことからオウム真理教ではなく「オウム・スポーツクラブ」として加盟を認められた。陸上部は教団内では世界記録達成部とよばれていた。
菊地は同年11月の河口湖マラソン（3時間23分3秒、完走75人中24位）を皮切りに1992年（平成4年）東京国際女子マラソン（途中棄権）、1994年（平成6年）大阪国際女子マラソン（3時間7分40秒、自己ベスト記録、127位）にオウム真理教陸上競技部として出場し、一部週刊誌に取り上げられた経歴を持つ。また、1995年4月19日 - 4月25日の5回にわたり、山梨県西八代郡上九一色村の施設から東京都八王子市のアジトに爆発物の原料となる薬品類の運搬役をしたとされ（東京都庁小包爆弾事件）、ここからマスメディアにより『走る爆弾娘』の異名を付けられる（なお、後述するとおり第1審判決においては、爆発物の原料を運んでいるという認識がなかったとして爆発物取締罰則違反罪の成立は認められていない）。

### 特別指名手配後
地下鉄サリン事件において土谷正実が中心となったサリン製造プロジェクトに関与した殺人及び殺人未遂の容疑で警察から特別指名手配されていた。
1995年6月頃には、千葉県市川市のアパートに林泰男らと潜伏、11月までに名古屋市、京都市などを林らと共に転々とし、1996年11月には埼玉県所沢市のマンションに高橋克也、北村浩一ら他の特別手配信徒と5人で潜伏していた。1996年11月以降は足取りが途絶え、後述のように「海外逃亡説」もあったが、1997年以降は高橋と神奈川県川崎市のアパートに潜伏、2007年3月からは後述する教団外の男性と共に暮らしていた。偽名は「櫻井千鶴子」（さくらいちづこ）。

## 逮捕
2012年（平成24年）6月3日、「菊地に似ている女を見かけた」との目撃情報が警視庁に寄せられ、それを受けて警視庁捜査一課が、担当刑事を神奈川県相模原市緑区の潜伏先に派遣し、張り込みを行った結果、潜伏先の住宅に女が帰宅したのを確認して、任意同行を求めた。
その時点では、捜査員が菊地であると確信出来なかったことから、霞が関の警視庁への身柄送致が行われた後、捜査官が照合作業を行った結果、女性が菊地本人であると確認し、警視庁が殺人及び殺人未遂容疑で、菊地に対する逮捕状を執行し、通常逮捕を行った。
地下鉄サリン事件では処分保留となり、6月24日に3件のVX事件で殺人及び殺人未遂で再逮捕。3件のVX事件も処分保留となり、7月15日に東京都庁小包爆弾事件での殺人未遂と爆発物取締罰則違反容疑で再逮捕した。
逮捕後、警察では暴力を振るわれ、嘘の自白をさせられると考えていたところ、取調官が意外に紳士的であったことから、「こちらの言い分もちゃんと聞いてくれるんだ」と思ったが、その後地下鉄サリン事件の件になると、それまで穏便だった取調官が、態度を豹変させ怒声を浴びせ、冷徹な目で睨みつけた。少しでもわかってもらえるかと期待し、取調官に対し心を開きかけたことを後悔し、「『何も話していない』と言うなら、もう本当に話しません」と言い、その後2度と話すことはなかった。
サリン事件について「当時は何を作っていたか知らなかった」、VX事件について「事件にかかわったかどうかわからない」と容疑を一部否認し、東京都庁小包爆弾事件では黙秘をした。サリン事件とVX事件については、不起訴処分となった。
なお、菊地の逮捕直後に土谷正実の刑事裁判での検察側冒頭陳述において菊地直子が麻酔剤「チオペンタール」や覚醒剤の密造に関与していたと報道されたが、麻原彰晃の裁判の審理促進を目的として2000年10月に薬物密造事件の公訴取り消しをしていた経緯から、菊地は薬物密造事件では起訴されなかった。
のち、2015年8月号月刊『創』において、2012年6月3日の逮捕直後に菊地は国選弁護人から、過去のオウム裁判の記録中には菊地の名がほとんど上がっておらず、サリン生成には関与していないのではないかと言われ、指名手配で逃亡しているうちに、自分自身が何らかの形でサリン生成に関与してしまったのではないかと思い込み、17年間逃亡していたが、この弁護士にそう言われ「何がサリンと関係していたのかが分からなくて当たり前だったんだ」と思うようになったと述べている。
また、地下鉄サリン事件直後、教団への強制捜査が迫ったため、林泰男と逃亡したとか東京都八王子市のマンションに潜伏していたなどの報道があったが、当時、強制捜査の行われている山梨県西八代郡上九一色村にある、オウム真理教の施設内で通常の生活をしていたため、それらは正しくないと否定している。
実際に林らとの逃亡が始まったのは、逮捕状が出た直後の5月18日で、その前日に中川智正から「都心のマンションに行くよう」指示され、翌18日に当マンションにて、ほとんど面識もなかった林と合流し、17年間の逃亡生活が始まったと告白している。
マスメディアで「走る爆弾娘」の異名で呼ばれていたことに関しては、地下鉄サリン事件で指名手配同様に寝耳に水であり、中川に依頼されて、八王子市のマンションに薬品を運んだ事実があったが、それが爆弾の原材料として使われたらしいことに、この時初めて気が付いたという。
同居男
2007年3月から2012年6月まで菊地を匿っていた同居男も、犯人蔵匿罪で逮捕された。同居男は一審裁判中に保釈され、2012年11月22日に懲役1年6か月・執行猶予5年の有罪判決が出た。なお、菊地は結果的に無罪となったが、この場合でも犯人蔵匿罪は成立しており同居男は無罪とならない。
菊地に関する目撃証言を警察に提供したのは「同居男の親族」であり、2012年3月に健康保険証のない菊地が将来病気になった時の対応について、同居男が親族に相談したことが、6月の警察通報の端緒となった。
菊地及び同居男の証言から、最後のオウム逃亡犯である高橋克也に関する証言が得られ、高橋は2012年6月15日に、東京都大田区蒲田で逮捕された。

## 裁判

### 一審
2012年8月6日に東京都庁小包爆弾事件における殺人未遂罪と爆発物取締罰則違反の各幇助罪で起訴された。裁判員裁判の初公判が2014年5月8日に東京地方裁判所（杉山愼治裁判長）で行われた。
同年6月30日の判決公判で同裁判所は「劇物などと記された薬品を運んでおり、薬品で危険な化合物が作られることを容易に想像できた」「（教団施設への強制捜査などから）教団が追い詰められている状況にあり、教団が人の殺傷を含む活動をしようとしていると認識していた」として殺人未遂幇助罪の成立は認めたものの、「爆発物がつくられるとまでの認識はなかった」として爆発物取締罰則違反幇助罪の成立を認めず、懲役5年（求刑懲役7年）の判決を言い渡した。即日、判決を不服として東京高等裁判所に控訴した。

### 控訴審
2015年（平成27年）5月13日に控訴審がはじまり、改めて無罪を主張。11月27日、東京高等裁判所（大島隆明裁判長）から無罪判決を受け、東京拘置所から釈放された。
この無罪判決については、「不合理ではないか」「いや、極めて真っ当だ」と、メディアの評価は分かれた。裁判員裁判の存在意義にまで議論が及んだほか、産経新聞だけは無罪判決が出た後もなお、元捜査関係者の言葉を引用し「菊地元信者は教祖の側近中の側近で、女性信者の頂点にいたとされる」という誤った記事を掲載した。
二審判決は以下のような認定の上、無罪判決を下している。
一審判決の判断は、経験則、論理則に反する不合理な点が少なからず見受けられる。
菊地が運んだ薬品が毒劇物に指定されており、取り扱いに注意を要するという意味で危険なものであったとしても、直ちにテロリズムの手段として用いる毒ガスや爆発物を製造することを思い起こすことは困難であり、一審判決がその薬品の危険性の意味を明らかにしないまま菊地にはテロの未必的認識があったとまで認定している点は問題がある。
菊地は自らが運搬した薬品にRDXという爆薬の原料が含まれていることを認識せず、また、薬品を持ち込んだ居室内で爆薬が作られていることの認識も認められないとして爆発物取締罰則違反幇助罪は成立しないとしているのであるから、「どのような殺害行為に出るのかほとんど想起できないのではないかとも考えられ、そうであるのに本犯者の殺害行為を幇助する意思があったとするには、原則的にはより説得的な論拠が必要であろう」。
一審判決の根拠となった井上嘉浩の証言は合理性を欠く。
他の多くの証人が当時の記憶が曖昧になっていてなかなか具体的な事実を思い出すのに苦労をしている中で、「不自然に詳細かつ具体的である」。この事件は、「井上の関与した一連の重大犯罪の中では比重が大きくはなく」、「手伝いをしていた者に対してねぎらいの言葉をかけたとか励ましたとか、それに対する相手の応答ぶりなどという事実は、自身にとって重要性を持つような事象ではなく、このような長い年月を経ても記憶が褪せないエピソードであるとは考え難く、むしろ記憶に残っていることは不自然であるとすらいえる。このような証言については、他にこれを裏付けるような証拠があるか否かなどを検討し、その信用性を慎重に判断する必要がある」。
二審での事実取り調べによれば、井上らは、他に重要な役割を担って住居に出入りや居住していた信者らに対しても活動の内容や目的を秘匿していたと認められるところ、菊地はクシティガルバ棟での土谷の助手であって井上の部下などではなく、教団におけるステージとしても一般信者の2つ上である師補という立場にあったに過ぎないのであって、この菊地に対し井上が殊更にペンスリットを見せてねぎらったというのは「不自然といわざるを得ない」。
一審判決は、井上の、「林泰男から手伝いの信者について逮捕される覚悟があるかどうか了解を取るように求められ、自分が女性信者2名の了解を、中川が菊地の了解をそれぞれ得ることになり、自分は、教祖を守るための活動をすることや一緒にいれば逮捕される可能性があることなどを説明し了承してもらった」という旨の証言を信用できるとしたが、上に述べたように、井上らは、菊地以外の住居に出入りしていた女性信者2名に対して活動内容や目的を秘匿しており、「井上証言は信用できない」というべきである。
長期間逃亡をもって殺人未遂幇助の意思を認定できない。
さらに、二審判決は、菊地の長期間にわたる逃亡について、菊地は地下鉄サリン事件等の重大犯罪で指名手配を受け、爆発物の原料となる薬品を運搬していた事実がある上、「事情を知らずに関与した」と菊地が思っていた教団信者が有罪判決を受けたことも認識していたのであるから、処罰を恐れて長期間逃亡していた事実を持って殺人未遂幇助の意思を認定することもできないというべきである、とした。
2015年（平成27年）12月9日、東京高等検察庁は「井上死刑囚の証言が信用できないとする根拠が十分に具体的とは言えず、裁判員裁判の判決を尊重すべきだとした最高裁の判例に反する」などとして上告した。
江川紹子は、「いつ、どこで、何をした」という「基本情報が全く報じられなかった」報道の在り方と捜査のずさんさ、菊地が捜査員に語ったプライバシーに関わる事柄が、マスメディアに筒抜けになったことで、菊地が捜査に不信感を抱き、多くを語らなくなった事実を、厳しく批判している。
その後、2017年（平成29年）12月27日に、最高裁判所第一小法廷（池上政幸裁判長）で最高検察庁の上告が棄却され、無罪が確定判決となった。

## その他
- ジャーナリストの吾妻博勝によれば、菊地直子はタイ人に成り済ましながら、駐日本国タイ王国大使館から取得した一時帰国証明書を利用し、1995年10月に外国機で新東京国際空港からタイ王国へ出国。別ルートでタイへ入国した共犯者と合流した後、ミャンマーに密入国し、黄金の三角地帯に匿われているとされていた[37][38]が、偽情報であることが判明している。
- 2015年8月、菊地は『創』2015年8月号に手記を書き、マスメディアに対し相当な強い不信感を抱いており、今後はマスメディアのインタビューには応じるつもりはないこと、容疑には身に覚えがないのに17年間逃亡していたことは、相談する相手がいなかったこと、上祐史浩によりオウム真理教を除名処分にされたことから、帰る場所すらなくなってしまったこと、身に覚えのないことで全国指名手配となり、あまりに非日常的な状況に現実感を喪失し映画の世界の中にいたような気持だったこと、両親への不信、ロス疑惑の三浦和義の著書を読み、「どうせわかってもらえない」との思い込みを捨て、自ら声をあげることで現実を変えようと思うまでに至った経緯などについて語っている[4]。
- 2018年1月27日付の自身のブログ[39]上で、複数のメディアに地下鉄サリン事件に関わったと断定して報道され、東京拘置所にいた時、週刊新潮宛に「私がサリンを生成したとの貴誌の記事は間違っているのでその件で話し合いをしたい」との内容証明を送ったことがあることを明らかにしている。事件では起訴はされずに釈放されていた事もあり、少しは話も聞いてもらえるのではと期待したものの、新潮側の回答は「記事の内容は正しい」「弊誌では、あなたがサリンだという認識を持ってサリンを生成したと確信を持っている」「あなたは逃げることで不当に起訴を免れた」であった。

新潮社の記事が正しいとする根拠としては、以下の事柄が挙げられていた。
1. クシティガルバ棟という教団施設でサリンが生成された[39]。
2. 菊地はクシティガルバ棟での仕事に従事していた[39]。
3. クシティガルバ棟には他部署の者が立ち入れないように中から鍵がかけられていた[39]。
4. 他マスメディアも私が地下鉄サリンの生成に関わったという断定的な報道をしている。さらにサリンだという認識を持って関わった可能性が高いとも報道している[39]。

しかし、これに対し菊地は以下の通り説明している。
1. 関係者の裁判記録と判決の記録のコピーでは、クシティガルバ棟でサリンが生成されたことがあり、その時期は、1993年10月から12月までと裁判で認定されている。その後は、同棟ではサリンは一度も生成されていない。クシティガルバ棟でサリンが生成されていた頃、菊地は教団のマラソン部に所属しており、翌年1月の大阪国際女子マラソンに向けて練習を毎日していた。クシティガルバ棟に配属されたのはクシティガルバ棟でサリンが生成された時期より後のことだ[39]。
2. 菊地はクシティガルバ棟に配属されたことがあるが、菊地自身の記憶と複数の関係者の証言から、その時期は1994年6月頃と裁判で認定された[39]。
3. たしかに当時クシティガルバ棟には鍵がかかっていて、菊地も含めて部署の人間は合鍵を持っていた。しかし、サリン生成当時はまだ配属されておらず、合鍵は持っていないため鍵がかかっていたのであるから、仮に入ろうとしても入れない[39]。
4. 新潮が主張するように、他社の報道の一部が同じような報道をしている。しかしなぜなら、その他社の報道の内容も間違っているからだ。他のマスメディアが同じような報道をしていたからといって、週刊新潮の記事が正しいという根拠にはならない[39]。

なお、週刊新潮は、この内容証明郵便での菊地の抗議を「被害者の気持ちを踏みにじる行為」だとして、次の週の記事にしている。
- 菊地は週刊新潮の記事で名誉を傷つけられたとして発行元の新潮社などに165万円の損害賠償を求める訴訟を起こし、2020年7月8日に東京地方裁判所は、名誉毀損を認め、新潮社に対し計33万円の支払いを命じた[40]。2021年3月2日、東京高等裁判所は一審よりも賠償額を増額し、新潮社に対し計55万円の支払いを命じた[41]。
- 菊地は産経新聞の記事についても名誉を傷つけられたとして配信元の産業経済新聞社に165万円の損害賠償を求める訴訟を起こし、2021年10月27日に東京地方裁判所は一部の記事について「真実相当性は認められない」として計27万5千円の支払いを命じた。対象となったのは2012年6月～2015年11月に掲載された4点の記事。判決理由では、このうち菊地がサリンの製造に加わったことを論評した記事について、「サリンを製造していた認識がありながら関与していた証拠がない」、自宅から「サリン」と書かれたノートが押収されたとする記事について、「押収場所が自宅でない可能性もある」とそれぞれ認定、名誉毀損に当たるとした[42]。2022年10月25日、東京高等裁判所は記事は捜査員への取材に基づくもので、いずれも重要な部分に「真実相当性の立証がある」と指摘し、1審判決を取り消し、菊地側の請求を棄却した[43]。最高裁判所は2023年6月28日付で菊地側の上告を退け、賠償請求を棄却した2審判決が確定した[44]。
- 毎日新聞の記事についても名誉を傷つけられたとして165万円の損害賠償を求める訴訟を起こしたが、こちらについては2021年3月2日に東京地方裁判所で請求が棄却された。同社の当時の担当記者は捜査員への取材や、捜査機関の発表内容などに基づいて記事を書いたとし「真実か、真実と信じる相当の理由があった」と判断した[45][46]。

### 上祐批判
- 2012年6月19日号の『SPA!』のインタビュー記事で、上祐史浩が「菊地はサリン生成に関与し、刑事責任を負った」と語ったことに関し、菊地は事実ではないと東京拘置所内から手紙で上祐宛に撤回するよう要請したが、返事はなかった。このことに象徴されるように、上祐ほどの幹部であっても、直接関係しない他部署の事情は知らないのが普通であり、オウムは極端に情報が分断された世界だったと菊地は述べている。また、菊地がサリン生成に関与したかどうかは、生成に関与した遠藤誠一、土谷正実らに聞けば分かるにもかかわらず、それをせず捜査機関の情報（=マスメディアの報道）を鵜呑みにし、菊地が何をしたのか知らないのに知っているように話したり、菊地は上祐ともほとんど話したことがないにもかかわらず、菊地の性格についても触れたりしている態度を2018年4月13日付のブログ中で強く批判している[47]。

### 映画化
- 2013年公開の映画『潜伏 SENPUKU』（監督・保坂延彦）は、菊地の逃亡生活をモチーフにしている。菊地をモデルにしたと思われる主人公の松岡祥子（砂原波子）を土屋貴子が、逃亡生活を支える同居男・山路をなだぎ武が演じている。